# Jean Tréhet
Pour les articles homonymes, voir Tréhet (homonymie).
 (mars 2018).
Si vous disposez d'ouvrages ou d'articles de référence ou si vous connaissez des sites web de qualité traitant du thème abordé ici, merci de compléter l'article en donnant les références utiles à sa vérifiabilité et en les liant à la section « Notes et références ».
Jean Tréhet dessina les jardins à la française du parc du château de Schönbrunn en 1695. Il a notamment été l'élève de Le Nôtre.